# جسر كأس العالم
جسر كأس العالم هو جسر قيد الإنشاء يعبر نهر هان في كوريا الجنوبية.بدأ بناء الجسر في مارس 2010 وكان من المخطط الأنتهاء منه في أغسطس 2015. لكن بسبب خفض الميزانية تأخر المشروع لسنوات.
يهدف الجسر إلى ربط طريق سيوبو الحضري السريع [الإنجليزية]بمقاطعة مابو [الإنجليزية].